# آخر سلالة الموهيكيين (مسلسل 1932)
آخر سلالة الموهيكيين فيلم أنتج عام 1932. اقتباسا من الرواية التي تحمل نفس الاسم آخر سلالة الموهيكيين للكاتب جيمس فينيمور كوبر.

## الشخصيات
اما شخصيات المسلسل فكانت:
- هاري كاري (ممثل) بدور Natty Bumppo/Hawkeye  [لغات أخرى]‏
- هوبارت بوسورث بدور Chingachgook, 'the Sagamore'
- جونيور كوجلان as Uncas
- إدوينا بوث بدور Cora Munro
- Lucile Browne بدور Alice Munro
- Walter Miller بدور Major Duncan Heyward
- Bob Kortman بدور Magua
- Walter McGrail بدور Dulac, the French spy
- Nelson McDowell بدور David Gamut; McDowell [3]|the 1920 silent film of the same name]]
- إدوارد هيرن بدور Colonel Munro  [لغات أخرى]‏
- ميشا أور بدور General Montcalm  [لغات أخرى]‏
- ياكيما كانوت بدور Black Fox (and other supporting roles)

## الإنتاج
انتج المسلسل بالتعاون مع James Fenimore Cooper.

## عنوان الحلقات
1. Wild Waters
2. Flaming Arrows
3. Rifle or Tomahawk
4. Riding with Death
5. Red Shadows
6. Lure of Gold
7. Crimson Trail
8. Tide of Battle
9. Redskins' Honor
10. The Enemy's Stronghold
11. Paleface Magic
12. End of the Trail

## روابط خارجية
- آخر سلالة الموهيكيين على موقع IMDb (الإنجليزية)
- آخر سلالة الموهيكيين على موقع روتن توميتوز (الإنجليزية)
- آخر سلالة الموهيكيين على موقع نتفليكس (الإنجليزية)
- آخر سلالة الموهيكيين على موقع Turner Classic Movies (الإنجليزية)
- آخر سلالة الموهيكيين على موقع أول موفي (الإنجليزية)
- آخر سلالة الموهيكيين على موقع قاعدة بيانات الأفلام السويدية (السويدية)
- آخر سلالة الموهيكيين على موقع قاعدة بيانات الفيلم (الإنجليزية)
- آخر سلالة الموهيكيين على موقع ليتربوكسد (الإنجليزية)
- آخر سلالة الموهيكيين على موقع كينوبويسك (الروسية)